# 3405 Дайвенсай
3405 Дайвенсай (3405 Daiwensai) — астероїд головного поясу, відкритий 30 жовтня 1964 року.
Тіссеранів параметр щодо Юпітера — 3,364.